# Uloborus filidentatus
Uloborus filidentatus är en spindelart som beskrevs av Richard Hingston 1932. Uloborus filidentatus ingår i släktet Uloborus och familjen krusnätsspindlar.
Artens utbredningsområde är Guyana. Inga underarter finns listade i Catalogue of Life.